# Jaisha Orchatteri
Jaisha Orchatteri Puthiya Veetil (* 23. Mai 1983 in Changanassery, Kerala) ist eine ehemalige indische Mittelstrecken- und Langstreckenläuferin.

## Sportliche Laufbahn
Erste internationale Erfahrungen sammelte Jaisha Orchatteri im Jahr 2005, als sie bei den Asienmeisterschaften im südkoreanischen Incheon in 4:17,49 min den fünften Platz im 1500-Meter-Lauf belegte und über 5000 Meter in 16:34,32 min Rang sieben erreichte. Anschließend siegte sie bei den Hallenasienspielen in Bangkok in 4:15,75 min über 1500 Meter sowie in 9:38,43 min auch im 3000-Meter-Lauf. Im Jahr darauf gewann sie bei den Hallenasienmeisterschaften in Pattaya in 4:18,50 min die Silbermedaille über 1500 Meter hinter ihrer Landsfrau Sinimole Paulose und sicherte sich über 3000 Meter in 9:26,72 min die Bronzemedaille hinter den Chinesinnen Zhu Xiaolin und Sun Weiwei. Anschließend nahm sie erstmals an den Commonwealth Games in Melbourne teil, schied dort aber mit 4:15,58 min über 1500 Meter im Vorlauf aus. Im August siegte sie dann bei den Südasienspielen in Colombo in 16:03,11 min im 5000-Meter-Lauf und gewann daraufhin bei den Asienspielen in Doha in 15:41,91 min die Bronzemedaille hinter der Chinesin Xue Fei und Kayo Sugihara aus Japan. Zudem musste sie ihr Rennen über 1500 Meter vorzeitig beenden. 
Nach drei wenig erfolgreichen Jahren schied sie bei den Commonwealth Games 2010 in Neu-Delhi über 1500 Meter mit 4:13,15 min über 1500 Meter in der Vorrunde aus und wurde im Hindernislauf in 10:20,83 min Achte. Anschließend nahm sie erneut an den Asienspielen in Guangzhou teil belegte dort in 4:19,62 min den siebten Platz über 1500 Meter und erreichte im Hindernislauf in 10:18,97 min Rang fünf. Im Jahr darauf gewann sie bei den Asienmeisterschaften in Kōbe in 4:21,41 min die Bronzemedaill im 1500-Meter-Lauf hinter der Bahrainerin Genzeb Shumi und Trương Thanh Hằng aus Vietnam. Zudem sicherte sie sich mit der indischen 4-mal-400-Meter-Staffel in 3:44,17 min die Silbermedaille hinter dem Team aus Japan. Zwei Jahre später erreichte sie bei den Asienmeisterschaften in Pune in 4:20,11 min Rang fünf über 1500 Meter und klassierte sich im 5000-Meter-Lauf in 16:35,47 min auf Rang acht. 2014 gewann sie bei den Asienspielen in Incheon die Bronzemedaille im 1500-Meter-Lauf mit 4:14,46 min hinter den Bahrainerinnen Maryam Yusuf Jamal und Mimi Belete.
2015 lief sie beim Mumbai-Marathon und verbesserte den 19 Jahre alten Landesrekord auf 2:37:29 h. Bei den Weltmeisterschaften in Peking verbesserte sie den im Januar aufgestellten Landesrekord erneut auf 2:34:43 h, was den 18. Platz bedeutete. Im Jahr darauf nahm sie dann an den Olympischen Spielen in Rio de Janeiro teil und erreichte dort nach 2:47:19 h Rang 89, woraufhin sie ihre Karriere als Leichtathletin im Alter von 33 Jahren beendete.
In den Jahren 2005, 2006 und 2015 wurde Orchatteri indische Meisterin im 5000-Meter-Lauf sowie 2005 und 2006 auch über 1500 Meter.

## Persönliche Bestzeiten
- 1500 Meter: 4:09,14 min, 18. August 2014 in Patiala
  - 1500 Meter (Halle): 4:15,75 min, 15. November 2005 in Bangkok
  - 2000 Meter (Halle): 6:49,88 min, 24. Oktober 2005 in Bhubaneswar
- 3000 Meter: 9:28,35 min, 3. Mai 2009 in Kochi
  - 3000 Meter (Halle): 9:26,72 min, 11. Februar 2006 in Pattaya
- 5000 Meter: 15:18,30 min, 2. Oktober 2014 in Incheon
- 10.000 Meter: 33:03,91 min, 19. September 2015 in Kolkata
- Halbmarathon: 1:11:34 h, 29. November 2015 in Neu-Delhi
- Marathon: 2:34:43 h, 30. August 2015 in Peking (indischer Rekord)
- 3000 m Hindernis: 10:03,05 min, 8. August 2010 in Patiala